# سپتنک
سپتنک (به مجاری:  Szepetnek) یک شهرداری در مجارستان است که در زالا واقع شده‌است. سپتنک ۳۰٫۳۹ کیلومتر مربع مساحت و ۱٬۷۷۷ نفر جمعیت دارد.